# Гуго II де Кавалькан
Гуго II де Кавалькан (фр. Hugues II de Calvacamp; умер 10 ноября 989 года) — архиепископ Руана с 942 года. Сыграл важную роль в возвышении знатного рода Тосни, заметного в истории Нормандии XI века: он щедро раздавал церковные владения своим родственникам, одно из которых, переданное его брату Раулю, стало заделом для будущих владений Тосни. 

## Биография

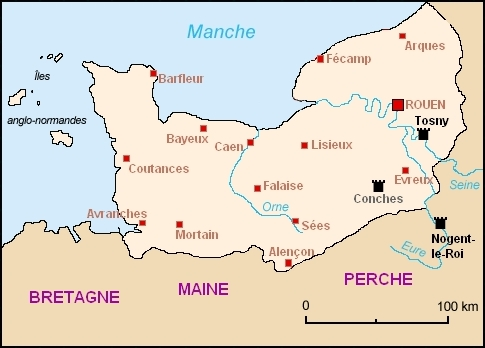
Владения Тосни

В XII веке Ордерик Виталий на основании «Деяний герцогов Нормандии» Гильома Жюмьежского выводил происхождение Тосни от норманна Малахулка, дяди первого герцога Нормандии Роллона, хотя не исключено что Тосни были связаны с Малахулком по женской линии. Согласно написанной в XI веке «Хронике архиепископов Руана», Гуго происходил из Иль-де-Франса. Он был сыном Гуго де Кавалькана, также у него был брат по имени Рауль, основатель знатного англо-нормандского рода Тосни.
До 942 года Гуго был монахом в Сен-Дени. Согласно «Acta Archiepiscorum Rothomagensium» в 942 году герцог Нормандии Вильгельм I сделал Гуго архиепископом Руана. Своим назначением Гуго, вероятно, обязан улучшению отношений между королём Франции и нормандцами, которое могло произойти во время визита в Нормандию Людовика IV.
Церковная жизнь Гуго, по сообщениям хронистов, отличалась от христианских идеалов. Ордерик Виталий пишет, что Гуго был очень важен для возвышения семьи, но был лишён света благодати. «Хроника Сент-Эвру» называет его «человеком, который носит рясу, не имея морали». Кроме того, Гуго раздал часть церковных земель своим родственникам. Так, своему брату Раулю он передал в качестве неотчуждаемого владения часть земель Руанского архиепископства. Эта область к юго-западу от Руана хотя и управлялась ранее архиепископами, располагалась достаточно далеко от центра диоцеза. В ней Рауль в изгибе Сены вверх по течению от Лез-Андели построил замок Тосни (современный Тони в департаменте Эр). Позже Гуго передал брату ещё одну область, более близко расположенную к Руану; в будущем его потомком в ней будет построен замок Конш. Люсьен Мюссе предположил, что эта передача случилась до 989 года. Данные земли стали заделом для будущих владений Тосни в Нормандии. Также Гуго выделил находившийся в подчинении архиепископов Руана Дувран в качестве приданого своей сестре, которая вышла замуж за Генриха, родственника графа Вексена Готье I.
В то же время церковные учреждения под его руководством функционировали хорошо. Гуго имел связи с реформаторами монастырей, особенно с аббатом Герхардом из Брони, заказавшим у него биографию святого Романа Руанского. По воле герцога Ричарда I Гуго в 966 году назначил настоятелем аббатства Мон-Сен-Мишель Мейнарда I.
По сообщению Ордерика Виталия Гуго был архиепископом 47 лет. Он умер 10 ноября 989 года.

## Семья
«Le Livre d’Ivoire» сообщают, что у Гуго было несколько детей, однако их имена неизвестны.

## Комментарии
1. ↑  Возможно, что Рауль де Тосни, брат Гуго, был женат на дочери Малахулка[1].
2. ↑  Хотя в документах упоминается только один Рауль, брат архиепископа Гуго, современные историки из хронологических соображений различают двух людей с таким именем, отца и сына, поскольку Рауль I де Тосни, активно действующий в начале XI века, не мог быть братом жившего в 942—989 годах Гуго[1].
3. ↑  Дата установлена на основании сообщения Ордерика Виталия о смерти его предшественника[1].